# راجو ثروتمند می‌شود
راجو ثروتمند می‌شود (به هندی: Raju Ban Gaya Gentleman)یا راجو آقا می‌شود فیلمی محصول سال ۱۹۹۲ و به کارگردانی عزیز میرزا است. در این فیلم بازیگرانی همچون شاهرخ خان، نانا پاتیکار، جوهی چاولا، آمریتا سینگ ایفای نقش کرده‌اند.